# Schelto van Heemstra

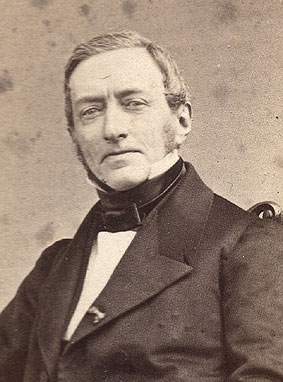
Schelto van Heemstra

Schelto Baron van Heemstra (* 14. November 1807 in Groningen; † 20. Dezember 1864 in Maartensdijk) war ein liberaler, später konservativer niederländischer Staatsmann. Von 1861 bis 1862 war er Vorsitzender des Ministerrats.
Van Heemstra studierte Rechtswissenschaften an den Universitäten von Franeker und Groningen. Dort wurde er 1830 promoviert. Ab 1844 war er Mitglied der Zweiten Kammer der Generalstaaten und gehörte zu den neun Abgeordneten, die unter der Führung von Johan Rudolf Thorbecke für eine Verfassungsreform eintraten. Von 1848 bis 1849 war er Minister für kirchliche Angelegenheiten (außer denen der katholischen Kirche). Nachdem er in der Folge hohe Beamtenpositionen innegehabt hatte, wurde er von 1860 bis 1862 Innenminister und Vorsitzender des Ministerrats. Mit seiner inzwischen deutlich konservativen Politik wurde er von den liberalen Anhängern Thorbeckes heftig kritisiert.